# 射水市立歌の森小学校
射水市立歌の森小学校 （いみずしりつ うたのもりしょうがっこう）は富山県射水市にある公立小学校。

## 沿革
- 1983年（昭和58年）4月6日 - 開校以来初の入学式を挙行[2]。
- 2021年（令和3年）
  - 9月 - 老朽化のため、旧プール解体[3]。
  - 11月 - 旧プール跡に新プール建設[3]。
- 2022年（令和4年）8月 - 新プールが完成し、同月29日に、創校40周年記念プール開きとして、プール開きを行った[3]。

## 通学区域
夢美野、若葉町、宝町、元町、南通り、栄町、新栄町、黒河一区～黒河五区、新星町、東太閤山一丁目～東太閤山四丁目、土代、椎土、山本新、小杉北野、太閤山東

## 進学先
- 射水市立小杉中学校
- 射水市立小杉南中学校

## 周辺
- 富山県道31号小杉婦中線
- 歌の森運動公園